# Qarabaqqal
Qarabaqqal è un comune dell'Azerbaigian situato nel distretto di Göyçay. Conta una popolazione di 2.466 abitanti.